# Tanja Anstatt

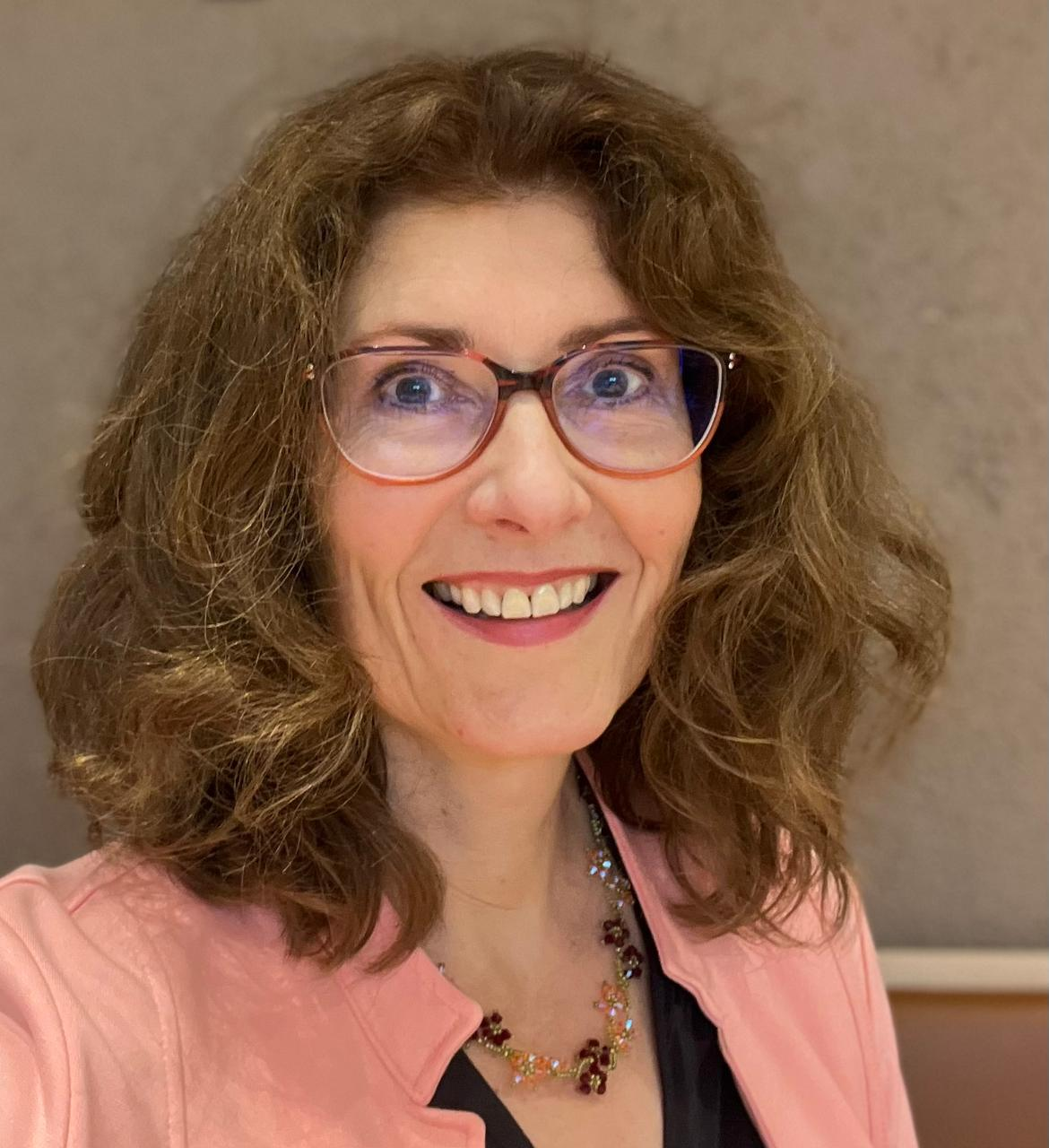
Tanja Anstatt (2024)

Tanja Anstatt (* 4. Februar 1966 in Hamburg) ist eine deutsche Slavistin und Professorin für Slavische Philologie, insbesondere Sprachwissenschaft, an der Ruhr-Universität Bochum.

## Leben
Tanja Anstatt studierte von 1984 bis 1992 Slavistik und Geschichte an der Universität Hamburg. 1995 promovierte sie, ebenfalls in Hamburg, mit einer Arbeit zu Zeitbezeichnungen in den slavischen Sprachen. Zwischen 1995 und 2005 arbeitete sie (unterbrochen durch ein Habilitationsstipendium der DFG 2001 – 2003) als wissenschaftliche Assistentin in Tübingen, wo sie sich 2004 mit einer Arbeit zum russischen Verbalaspekt habilitierte. In den Jahren 2005 bis 2007 war Anstatt wissenschaftliche Mitarbeiterin im Sonderforschungsbereich „Linguistische Datenstrukturen“ an der Universität Tübingen. 2007 folgte sie einem Ruf an die Ruhr-Universität Bochum als Professorin für slavische Philologie, insbesondere Sprachwissenschaft.
Tanja Anstatt ist verheiratet und hat zwei Kinder.

## Forschung und Lehre
Zu den hauptsächlichen Forschungsgebieten von Tanja Anstatt gehören slavisch-deutsche Mehrsprachigkeit und Kontaktlinguistik, sowie Verbgrammatik (insbesondere Verbalaspekt), lexikalische Semantik und Frequenz. Ein zusätzlicher Forschungsschwerpunkt von Anstatt sind Grammatik und Sprachsituation des Obersorbischen.
Tanja Anstatt ist Mitinitiatorin des Master-Studiengangs Empirische Mehrsprachigkeitsforschung, der in Kooperation zwischen der Ruhr-Universität Bochum und der Technischen Universität Dortmund angeboten wird. Ziel des Studienganges ist es, Studierenden einen forschungsnahen Zugang zur Linguistik der Mehrsprachigkeit zu bieten. Ein Fokus liegt daher auf dem Erlernen empirischer Forschungsmethoden.
Um Studierenden der Slavistik einen einfacheren Zugang zur Minderheitensprache Obersorbisch zu ermöglichen, veröffentlichte Anstatt zusammen mit Christina Clasmeier und Sonja Wölke ein Lehrbuch zum Obersorbischen aus Perspektive der Interkomprehension.
Tanja Anstatt ist Mitglied des Konstanzer Kreises und Gründungsmitglied der JungslavistInnen.

## Publikationen (Auswahl)

### Monographien und Herausgeberschaften
- Tanja Anstatt: „Zeit“. Motivierungen und Strukturen der Bedeutungen von Zeitbezeichnungen in slavischen und anderen Sprachen (= Specimina Philologiae Slavicae, Supplementband 43; = Hamburger Arbeiten zur slavistischen Linguistik, Band 1). Sagner, München 1996, ISBN 3-87690-630-X, Digitalisat, zugleich: Dissertation, Universität Hamburg, 1995
- Tanja Anstatt: Aspekt, Argumente und Verbklassen im Russischen. Habilitationsschrift, Universität Tübingen, 2003, Digitalisat
- Tanja Anstatt (Hrsg.): Entwicklungen in slavischen Sprachen (= Specimina Philologiae Slavicae, Supplementband 66; = Hamburger Arbeiten zur slavistischen Linguistik, Band 7). Sagner, München 1999, ISBN 3-87690-702-0, Digitalisat
- Tanja Anstatt, Roland Meyer, Elisabeth Seitz (Hrsg.): Linguistische Beiträge zur Slavistik aus Deutschland und Österreich. VII. JungslavistInnen-Treffen, Tübingen/Blaubeuren 1998 (= Specimina philologiae Slavicae, Supplementband 67). Sagner, München 1999, ISBN 3-87690-748-9, Digitalisat
- Tanja Anstatt, Björn Hansen (Hrsg.): Entwicklungen in slavischen Sprachen 2. Für Volkmar Lehmann zum 60. Geburtstag von seinen Schülerinnen und Schülern (= Specimina philologiae Slavicae, Supplementband 72). Sagner, München 2003, ISBN 3-87690-830-2, doi:10.3726/b12526, Digitalisat
- Tanja Anstatt (Hrsg.): Mehrsprachigkeit bei Kindern und Erwachsenen. Erwerb, Formen, Förderung. Attempto, Tübingen 2007, ISBN 978-3-89308-393-0
- Tanja Anstatt, Boris Norman (Hrsg.): Die slavischen Sprachen im Licht der kognitiven Linguistik. Slavjanskie jazyki v svete kognitivnoj lingvistiki (= Slavistische Studienbücher, Neue Folge, Band 22). Harrassowitz, Wiesbaden 2010, ISBN 978-3-447-06380-7
- Tanja Anstatt, Anja Gattnar, Christina Clasmeier (Hrsg.): Slavic languages in Psycholinguistics. Chances and Challenges for Empirical and Experimental Research (= Tübinger Beiträge zur Linguistik, Band 554). Narr Francke Attempto, Tübingen 2016, ISBN 978-3-8233-6969-1
- Tanja Anstatt, Christina Clasmeier, Sonja Wölke: Obersorbisch. Aus der Perspektive der slavischen Interkomprehension. Narr Francke Attempto, Tübingen 2020, ISBN 978-3-8233-8440-3, doi:10.2357/9783823384403

### Artikel
- Language attitudes and linguistic skills in young heritage speakers of Russian in Germany. In: Ludmila Isurin, Claudia Maria Riehl (Hrsg.): Integration, identity and language maintenance in young immigrants: Russian Germans or German Russians. John Benjamins, Amsterdam 2017, S. 197–224, doi:10.1075/impact.44.07ans
- Acquisition of verbal aspect in Russian as a heritage language. In: Hristo Kyuchukov, Oxana Ushakova, Valentina Yashina (Hrsg.): Acquisition of Russian as L1 and L2. Munich: Lincom Studies in Language Acquisition and Bilingualism. 2019, S. 92–112.
- mit Lenka Scholze: Biaspektuell, monoaspektuell, Aspektpaar? Zur aspektuellen Integration von Lehnverben in der obersorbischen Standardsprache vor dem Hintergrund des Polnischen, Tschechischen und Russischen. In: Zeitschrift für Slavische Philologie. Band 78, Nr. 1, 2022, S. 131–173.
- mit Ursula Mikić: What does a receptive bilingual understand? Evidence from Polish as a heritage language in Germany. In: Zeitschrift für Slawistik. Band 67, Nr. 3, 2022, S. 355–388, doi:10.1515/slaw-2022-0017
- mit Christina Clasmeier: “How Often Do You Encounter the Verb Obnaruzhitʼ?” Subjective Frequency of Russian Verbs in Heritage Speakers and Other Types of Russian–German Bilinguals. In: Languages. Band 9, Nr. 6, 2024, S. 256, doi:10.3390/languages9080256